# Temporada 1980-1981 del Club Joventut Badalona
La temporada 1980-1981 va ser la 42a temporada en actiu del Club Joventut Badalona des que va començar a competir de manera oficial. La Penya va disputar la seva 25a temporada consecutiva a la màxima categoria del bàsquet espanyol, acabant la fase regular en la cinquena posició, dues posicions per sota de l'aconseguida a la temporada anterior. L'equip també va ser semifinalista de la Copa del Rei i quart classificat a la Lliga catalana. El gran èxit de la temporada el van aconseguir a Europa al proclamar-se campions de la Copa Korac, el primer títol europeu de la història del club.

## Resultats
Copa Korac
El Joventut es va proclamar campió de la seva primera Copa Korac guanyant a la final a l'equip italià del SS Carrera Reyer Venezia per 105 a 104 després d'una pròrroga, un partit que es va disputar el dia de Sant Josep al Palau Blaugrana. A les rondes prèvies la Penya havia acabat la lligueta de quarts, a la que va accedir directament, com a primera del seu grup, i a semifinals es va desfer del KK Crvena Zvezda guanyant els dos partits a l'equip iugoslau.
Lliga espanyola
A la lliga espanyola finalitza en la cinquena posició de 14 equips participants. En 26 partits disputats va obtenir un bagatge de 16 victòries, 1 empat i 9 derrotes, amb 2.368 punts a favor i 2.240 en contra (+128).
Copa del Rei
En aquesta edició de la Copa del Rei el Joventut va quedar eliminat a semifinals en perdre l'eliminatòria amb el FC Barcelona. Prèviament, a vuitens de final havia eliminat el CB Miñón Valladolid i a quarts el CB OAR (del Ferrol).
Lliga catalana
La Penya va quedar tercera a la lligueta prèvia de la Lliga catalana en la seva primera edició, i no es va classificar per jugar la final.

## Plantilla
La plantilla del Joventut aquesta temporada va ser la següent:
| Club Joventut Badalona: plantilla 1980-81 |
| Jugadors                                  |
| Lluís Miguel Santillana                   |
| Josep Maria Margall                       |
| Gonzalo Sagi-Vela                         |
| Ernest Delgado                            |
| Jordi Villacampa                          |
| Germán González                           |
| Antoni Pruna                              |
| Paco Solé                                 |
| Joe Galvin                                |
| Al Skinner                                |
| Javier Abadia                             |
| Albert Pujol                              |
| Entrenador                                |
| Manel Comas                               |